# Војвођанска улица (Сомбор)
| Улица Војвођанска | Улица Војвођанска                                            |
| ----------------- | ------------------------------------------------------------ |
|                   |                                                              |
| Почетак           | Улица Краља Петра I                                          |
| Крај              | Улица Јосифа Маринковића                                     |
| Дужина            | 1300 m                                                       |
| Ширина            | 25 до 30 m                                                   |
| Створена          |                                                              |
| Названа           |                                                              |
| Стари називи      | Бајски пут, Ференца Ракоција, Краља Петра I, Жарка Зрењанина |
|                   |                                                              |
|                   |                                                              |
| Поглед на улицу   |                                                              |

Улица Војвођанска је једна од старијих градских улица Сомбору, седишту Западнобачког управног округа. Протеже се правцем који повезује улицу Краља Петра I, тј. Венац Радомира Путника и улицу Јосифа Маринковића. Дужина улице је око 1300 м. 

## Име улице
Улица је првобитно носила назив Бајски пут. Крајем 19. века улица добија назив Улица Ференца Ракоција. У периоду између два светска рата улица добија име по краљу Петру I. Након Другог светског рата названа је Улица Жарка Зрењанина, а затим Војвођанска.

## Историјат
Бајски пут спада међу прве улице у Сомбору које су поплочане. Тротоар са обе стране коловоза је асвалтиран 1902. године. Шездесетих година 20. века улица је асвалтирана. Велики делом улице посађени су бођоши у двоструким дрворедима.

## Суседне улице
- улицу Краља Петра I
- Улица Кратка
- Улица Вишњићева
- Улица Ивана Милутиновића
- Улица Каменка Гагрчина
- Улица Скопљанска
- Улица Карађорђева
- Улица Хаџића Светића
- Улица Јосифа Маринковића

## Војвођанском улицом
Улица Војвођанска је улица у којој се налази неколико продајних објеката, продавница, угоститељских објеката али је пре свега насељена улица са једноспратним, двоспратним кућама како старијом тако и новијом градњом.

### Значајне институције у Војвођанској улици[2]
- Дечији вртић "Бајка", на броју 34
- ЈВП Воде Војводине - Радна јединица Сомбор, на броју 16
- НЛБ Банка, на броју 3
- Кућна хемија и козметика Кошмар, на броју 33/А
- Агенција Јасмина - регистрација и осигурање возила, на броју 60
- Апотека Випера, на броју 75
- Општа болница Др Радивој Симоновић, на броју 75
- Д Маркет, на броју 70
- Књиговодствена агенција Вуковић, на броју 20
- Mialex - регистрација и осигурање возила, на броју 22
- Мило и Мало беби опрема, беби одећа и обућа, на броју 54
- Мој киоск
- Pet shop Mini Alpha, на броју 60
- Пинк Пантер ћевабџиница, на броју 18
- Погребно предузеће Мир, на броју 49
- Половни намештај Елит плус на броју 26
- Посластичарница Киви на броју 6
- Профи полиса - регистрација и осигурање возила, на броју 40
- Салон лепоте Sunshine, на броју 49
- Салон намештаја Страле, на броју 48
- Слушни центар Медицинска електроника, на броју 22
- Спортска кладионица Меркур x тип, на броју 13
- Таxи станица, на броју 75
- ТСВ Дисконт, на броју 13
- ЗероБет спортска кладионица, на броју 13
- Хигијенски завод Сомбор, на броју 47
- Кафана Три тачке, на броју 53
- Екслузивни ресторан "Код белог орла", на броју 63

#### Општа болница Др Радивој Симоновић
Два посебна објекта који се налазе у кругу Опште бочнице Др Радивој Симоновић су Задужбина краља Александра I и краљице Марије у Сомбору и Болница Иштвана Семзе.

#### Дечији вртић "Бајка"
Дечији вртић "Бајка" се налази у кући коју је сагради Шандор Ћира Фалционе 1891. године.

#### Хигијенски завод Сомбор
Зграда у којој је смештен Хигијенски завод је саграђена 1906. године.

## Галерија
- Кафана "Три тачке"
- Дечији вртић "Бајка"
- Хигијенски завод Сомбор
- Поглед низ улицу
- Стара вила у Улици Војвођанској
- Екслузивни ресторан "Код белог орла"
- Општа болница Др Радивој Симоновић
- Општа болница Др Радивој Симоновић
- Стара вила у Улици Војвођанској